# مورتیمر باکلی
مورتیمر باکلی (انگلیسی: Mortimer Buckley؛ زادهٔ ۱۹۶۹) کارآفرین و مدیر اجرایی آمریکایی است، که هم‌اکنون بعنوان مدیرعامل گروه ونگارد فعالیت می‌کند. وی در فاصله سالهای ۲۰۱۱ تا ۲۰۱۷ رئیس هیئت مدیره بیمارستان کودکان فیلادلفیا بود.